# Diodor (Vasylčuk)
Diodor (světským jménem: Vitalij Semenovič Vasylčuk; * 22. července 1979, Oděsa) je ukrajinský duchovní Ukrajinské pravoslavné církve Moskevského patriarchátu, arcibiskup južnenský a vikář oděské eparchie.

## Život
Narodil se 22. července 1979 v Oděse.
Po střední škole č. 78 v rodném městě se stal poslušníkem Pantelejmonovského monastýru.
Dne 21. září 1996 byl postřižen na rjasofora a 9. prosince do malé schimy se jménem Diodor. Dne 22. prosince 1996 jej metropolita Agafangel (Savvin) rukopoložil na jerodiákona a 27. února 2000 na jeromonacha.
Roku 2000 dokončil Oděský duchovní seminář.
Dne 22. července 2000 byl jmenován blagočinným monastýru.
Dne 25. února 2004 byl ustanoven představeným Iverského monastýru v Oděse. Dne 9. března 2004 bylo jmenování schváleno Svatým synodem Ukrajinské pravoslavné církve.
Dne 13. dubna 2004 byl povýšen na archimandritu.
Roku 2011 dokončil Kyjevskou duchovní akademii.
Dne 25. září 2013 jej Svatý synod UPC zvolil biskupem južnenským a vikářem oděské eparchie. O tři dny později byl oficiálně jmenován biskupem 29. září proběhla jeho biskupská chirotonie. Hlavním světitelem byl metropolita kyjevský a celé Ukrajiny Volodymyr (Sabodan).
Dne 25. června 2019 byl povýšen na metropolitu.